# Inhibiteur de la neuraminidase
Les inhibiteurs de la neuraminidase sont une classe de médicaments antiviraux actifs contre les virus de la grippe. Ils inhibent spécifiquement une enzyme, la neuraminidase virale, indispensable à la libération des virions à la fin du cycle de réplication virale. L'oseltamivir (promédicament commercialisé sous le nom Tamiflu), le zanamivir (Relenza), le laninamivir (Inavir) et le peramivir sont des inhibiteurs de neuraminidase. Contrairement aux inhibiteurs de la protéine M2, qui agissent spécifiquement contre le virus de la grippe A, les inhibiteurs de la neuraminidase agissent également contre le virus de la grippe B,. L'oseltamivir et le zanamivir sont disponibles en Europe et en Amérique du Nord, tandis que le laninamivir est disponible au Japon et le peramivir est également disponible en Corée du Sud. Le laninamivir est lentement libéré dans les voies respiratoires tandis que le peramivir se lie très étroitement à la neuraminidase, ce qui permet dans l'un et l'autre cas un effet prolongé.

Oseltamivir.
Zanamivir.
Laninamivir.
Peramivir.

Nausées et vomissements sont des effets secondaires courants. Les comportements anormaux observés chez certains enfants après absorption d'oseltamivir pourraient être une extension de l'état confusionnel voire des hallucinations produits par la grippe. Ces comportements surviennent au début de l'infection, dans les 48 heures suivant le déclenchement de la maladie.